# Mary Anning
Mary Anning (n. 21 mai 1799, Lyme Regis, Anglia, Regatul Marii Britanii – d. 12 martie 1847, Lyme Regis, Anglia, Regatul Unit al Marii Britanii și Irlandei) a fost o paleontologă și geologă britanică, dar și o colecționară și comerciantă de fosile, care a devenit celebră în toată lumea pentru importantele  ei descoperiri efectuate în straturile fosile marine jurasice din orașul Lyme Regis, Dorset, Anglia, localitate în care a trăit.  Activitatea ei a contribuit considerabil la schimbări fundamentale în gândirea științifică referitoare la viața preistorică și istoria Pământului.
Anning căuta fosile în zona stâncilor Blue Lias⁠(en)[traduceți], în special în lunile de iarnă când alunecările de teren scoteau la iveală noi fosile ce trebuia să fie strânse rapid, înainte de a se pierde în mare. Era o muncă periculoasă, ce era să se soldeze cu moartea ei în 1833 într-o alunecare de teren. Între descoperirile ei se numără primul schelet de ihtiozaur identificat în mod corect, pe care l-a găsit împreună cu fratele ei Joseph când avea doar doisprezece ani; primele două schelete de plesiozaur găsite vreodată; primul schelet de pterozaur găsit în afara Germaniei; și importante fosile de pești. Observațiile ei au jucat un rol esențial în descoperirea faptului că coprolitele⁠(en)[traduceți], denumite la acea vreme „pietre bezoar”, erau de fapt fecale fosilizate. Ea a descoperit și că fosilele de belemnite⁠(en)[traduceți] conțineau săculeți de cerneală⁠(en)[traduceți] similari cu cei de la cefalopodele moderne. Când geologul Henry De la Beche⁠(en)[traduceți] a pictat Duria Antiquior⁠(en)[traduceți], prima reprezentare picturală de largă circulație a unei scene din viața preistorică, pornind de la reconstrucțiile de fosile, el s-a folosit în principal de fosilele găsite de Anning, și a vândut copii ale ilustrației în folosul ei.
Genul, convingerile religioase și originea socială au împiedicat-o să participe pe deplin la activitățile comunității științifice din Anglia secolului al XIX-lea, formată preponderent din  bărbați bogați de rit anglican. S-a luptat mare parte din viață cu dificultăți financiare. Familia ei era săracă și, ca disidenți religioși⁠(en)[traduceți], erau supuși discriminărilor legale. Tatăl ei, meșter tâmplar producător de mobilă, a murit când Mary avea unsprezece ani.
A devenit cunoscută în cercurile geologilor din Regatul Unit, Europa și America, fiind consultată în probleme de anatomie, dar și referitoare la colectarea de fosile. Cu toate acestea, fiind femeie, nu era eligibilă pentru Societatea Geologică din Londra și nu a beneficiat întotdeauna de recunoașterea contribuțiilor ei științifice. Ea scria într-o scrisoare: „Lumea s-a folosit de mine cu atâta cruzime, încât mă tem că m-a făcut să fiu bănuitoare cu oricine.”  Singura dintre scrierile ei științifice publicată în timpul vieții a apărut în Magazine of Natural History⁠(en)[traduceți] din 1839, fiind un extras dintr-o scrisoare pe care Anning o adresase redactorului revistei și în care îi punea la îndoială una din afirmații.
După moartea ei în 1847, neobișnuita poveste a vieții ei a atras din ce în ce mai mult interes. Charles Dickens scria despre ea în 1865 că „fata de tâmplar și-a făcut un renume și a meritat să-l dobândească”. În 2010, la o sută șaizeci de ani de la moartea ei, Royal Society a inclus-o pe Anning într-o listă de zece femei britanice care au influențat cel mai mult istoria științei.

## Viața și cariera

### Copilăria

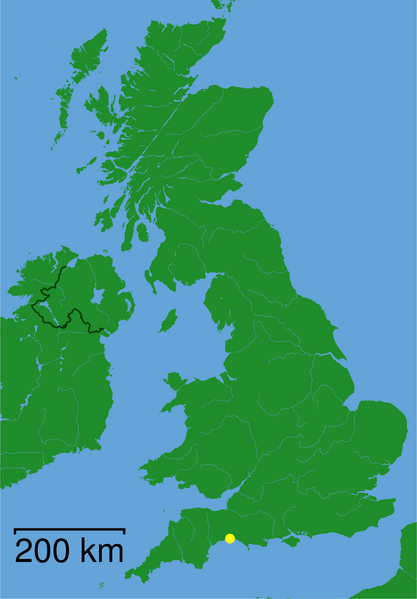
Lyme Regis, Dorset

Anning s-a născut la Lyme Regis în Dorset, Anglia. Tatăl ei, Richard, fabrica mobilă și își completa veniturile căutând prin straturile de fosile de pe litoralul stâncos din preajma orașului și vânzând turiștilor ceea ce găsea. El s-a căsătorit cu Mary Moore, denumită și Molly, la 8 august 1793 în Blandford Forum. Cei doi s-au mutat la Lyme și au trăit într-o casă construită pe podul din oraș. Ei mergeau la capela disidenților religioși din strada Coombe, ai cărei credincioși se autodenumeau la început „independenți” și apoi au fost cunoscuți sub denumirea de „congregaționaliști⁠(en)[traduceți]. Shelley Emling⁠(en)[traduceți] scrie că familia trăia atât de aproape de mare, încât aceleași furtuni care loveau stâncile și scoteau la iveală fosile inundau uneori casa familiei Anning, obligându-i o dată chiar să iasă pe geamul dormitorului de la etaj ca să nu se înece.

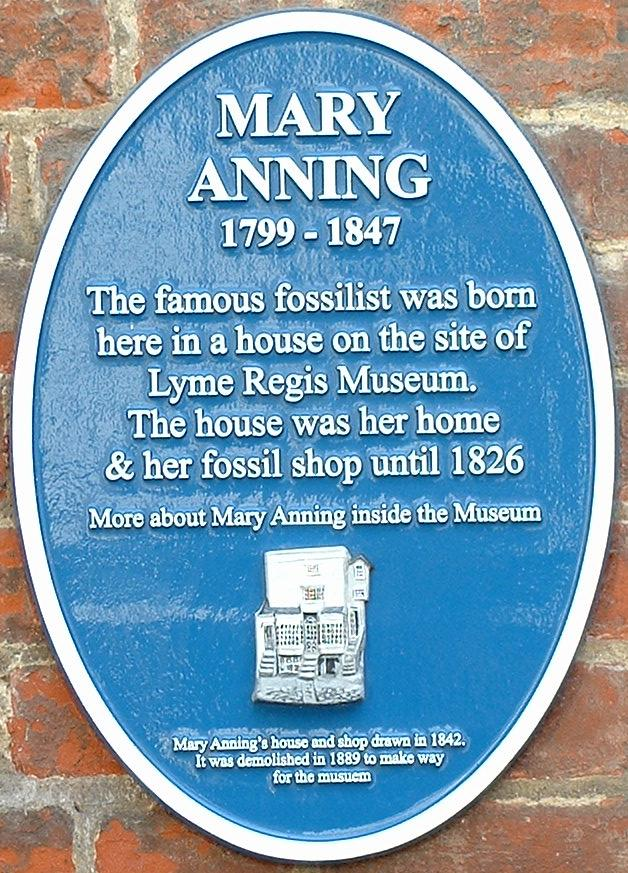
Placă memorială pusă în locul unde s-a născut Mary Anning și unde a avut prima ei prăvălie de fosile, astăzi en

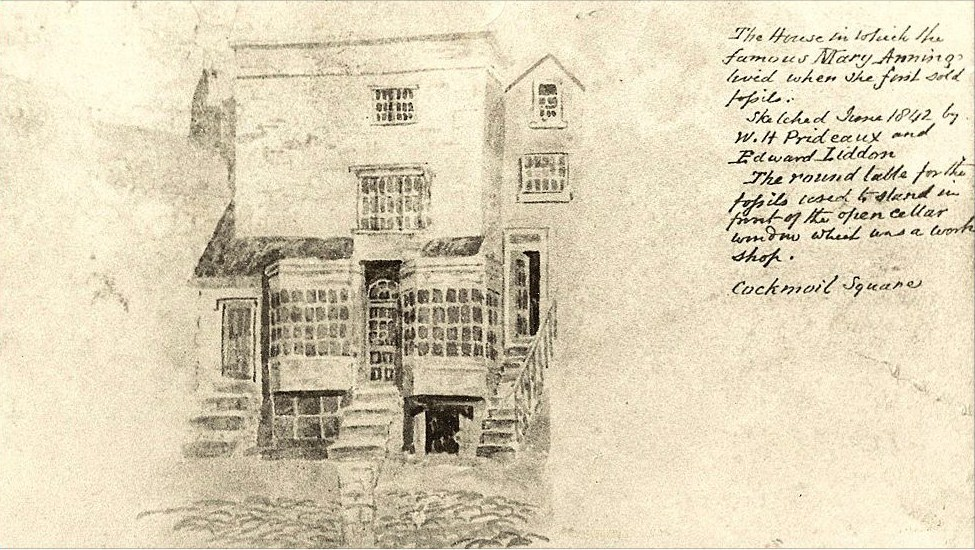
Schiță a casei lui Anning din 1842

Richard și Molly au avut zece copii. Primul copil, Mary, s-a născut în 1794. Ea a fost urmată de o altă fată, care a murit la scurt timp; Joseph în 1796; și un alt băiat în 1798, care a murit și el când era foarte mic. În luna decembrie a acelui an, prima fată, pe atunci în vârstă de patru ani, a murit după ce hainele ei au luat foc, posibil în timp ce punea rumeguș pe foc. Incidentul a fost relatat în Bath Chronicle⁠(en)[traduceți] la 27 decembrie 1798: „un copil, în vârstă de patru ani, al d-lui R. Anning, tâmplar din Lyme, a fost lăsat singur circa cinci minute de mama lui ... într-o cameră unde era niște rumeguș ... Hainele fetei au luat foc și ea a fost atât de rău arsă încât a murit.” Când cei doi au avut încă o fată după doar cinci luni, au botezat-o Mary, după sora ei moartă. După ea s-au mai născut și alți copii, dar niciunul nu a supraviețuit mai mult de câțiva ani. Singurii care au ajuns la maturitate au fost Mary și Joseph. Rata ridicată de mortalitate infantilă în familia Anning nu era ceva neobișnuit la acea vreme. Aproape jumătate din copiii născuți în Marea Britanie în secolul al XIX-lea mureau înainte de vârsta de 5 ani, și în condițiile de trai înghesuit din orașul Lyme Regis al începutului de secol al XIX-lea, copiii mureau frecvent de boli ca variola și rujeola.
La 19 august 1800, când Anning avea 15 luni, a avut loc un eveniment amintit multă vreme de localnici. Ea era ținută în brațe de o vecină, Elizabeth Haskings, care stătea împreună cu alte două femei sub un ulm, urmărind un spectacol de echitație al unei trupe de călăreți ambulanți, când copacul a fost lovit de trăsnet, toate cele trei femei murind. Trecătorii au adus copilul repede acasă, unde a fost reanimat într-o baie fierbinte. Un medic local a declarat că supraviețuirea ei a fost una miraculoasă. Familia spunea că până atunci fusese un copil bolnăvicios, dar după aceea a crescut sănătos. Ani de-a rândul după aceea, membrii comunității au pus curiozitatea, inteligența și vivacitatea copilului pe seama incidentului.
Educația ei a fost extrem de limitată. Ea a putut să participe doar la școala de duminică a bisericii congregaționaliste, unde a învățat să scrie și să citească. Dogma congregaționalistă, spre deosebire de cea anglicană, punea accent pe importanța educației săracilor. Cea mai importantă avuție a ei era un volum legat din Dissenters' Theological Magazine and Review, în care pastorul familiei, părintele James Wheaton, publicase două eseuri, unul în care insista că Dumnezeu a creat lumea în șase zile, și altul în care îi îndemna pe credincioșii disidenți să studieze noua știință, geologia.

### Fosilele ca afacere de familie

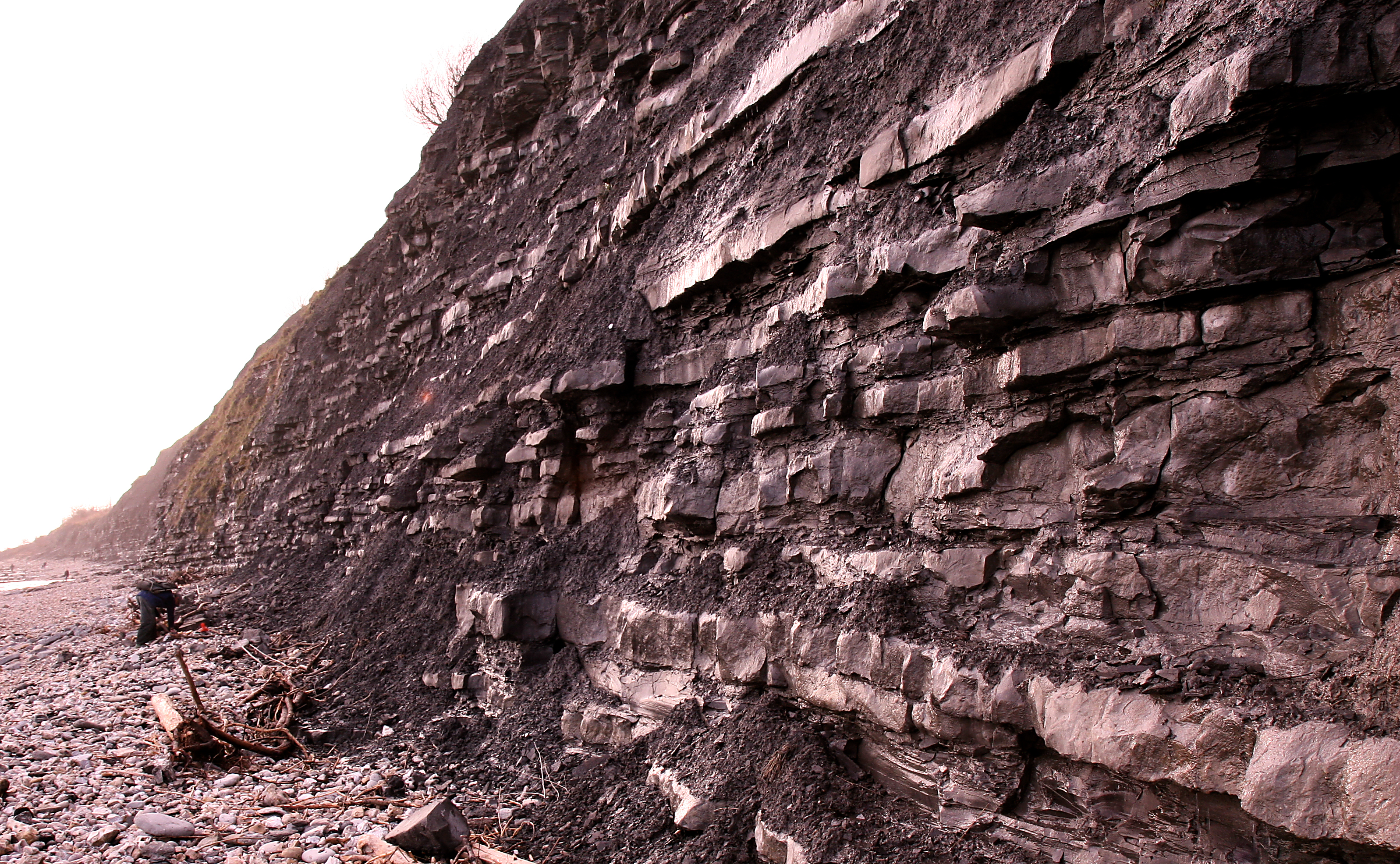
Stâncile en de la Lyme Regis

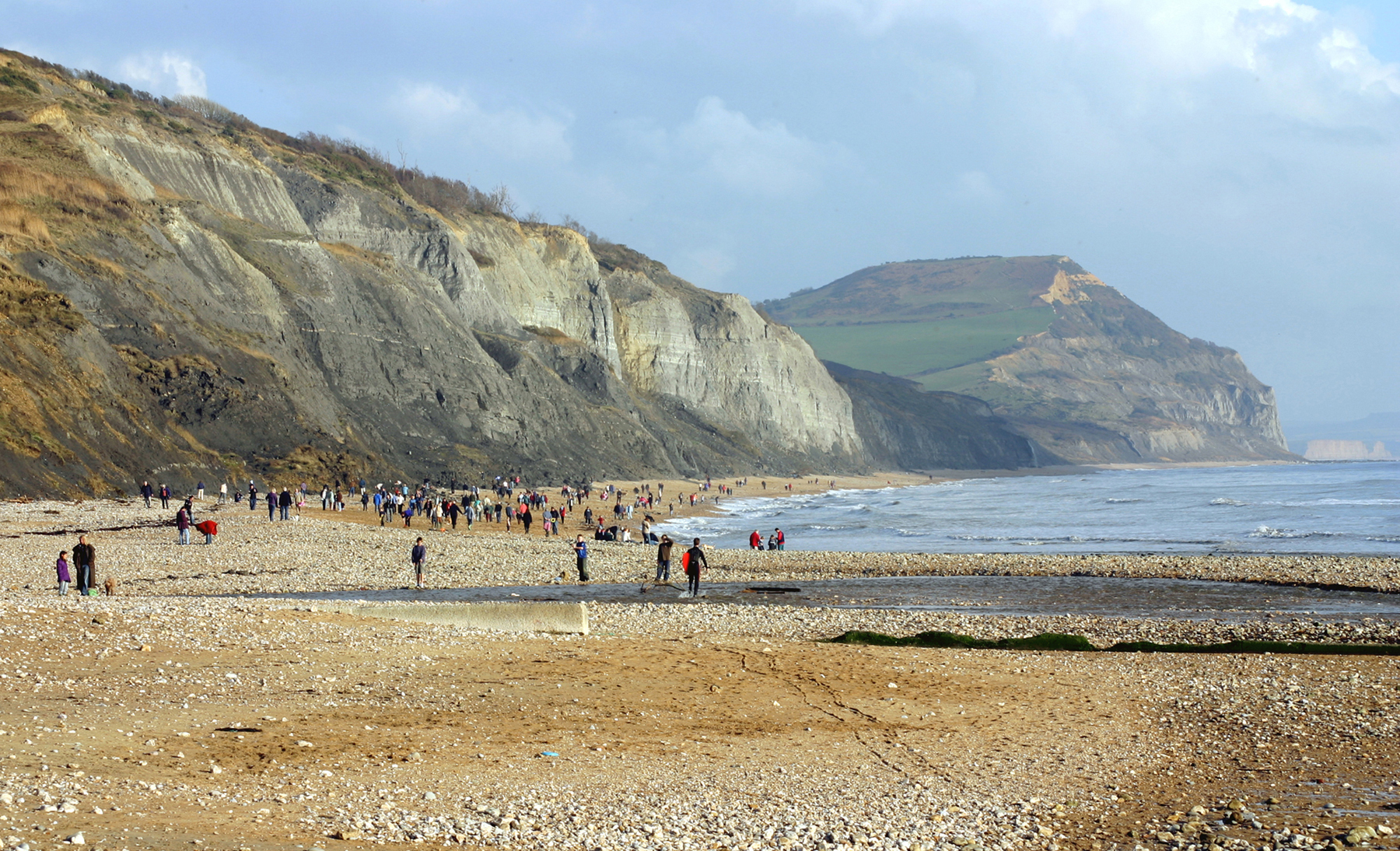
Litoralul jurasic din Charmouth, Dorset, unde familia Anning a realizat câteva din descoperiri

La sfârșitul secolului al XVIII-lea, Lyme Regis devenise o stațiune populară de pe litoral, mai ales după 1792 când izbucnirea Războaielor Revoluției Franceze au făcut din călătoria pe continentul european o activitate periculoasă pentru nobilimea engleză, și din ce în ce mai mulți turiști bogați sau din clasa de mijloc au început să sosească. Chiar și înainte de nașterea lui Mary, localnicii își completau veniturile vânzând așa-numitele „curiozități” turiștilor. Aceste curiozități erau fosile cu denumiri locale colorate cum ar fi „pietre-șarpe” (amoniți), „degetele diavolului” (belemnite⁠(en)[traduceți]) și „verteberries” (vertebre), cărora li se atribuiau uneori proprietăți medicinale sau mistice. Colecționarea de fosile era la modă la sfârșitul secolului al XVIII-lea și la începutul secolului al XIX-lea, la început ca hobby, dar transformându-se treptat într-o știință, pe măsură ce a început să fie înțeleasă importanța fosilelor pentru geologie și biologie.
Sursa a mare parte din aceste fosile era litoralul stâncos de lângă Lyme Regis, parte a unei formațiuni geologice denumită Blue Lias⁠(en)[traduceți]. Ea constă din straturi alternante de calcare și șisturi⁠(en)[traduceți], depuse ca sediment pe o albie marină puțin adâncă la începutul perioadei jurasice (acum circa 210–195 milioane de ani). Este una dintre cele mai bogate locuri fosilifere din Marea Britanie. Litoralul putea fi însă periculos de instabil, mai ales iarna când ploile abundente duceau la alunecări de teren. Exact în acele luni de iarnă, adunătorii de fosile erau atrași de stânci deoarece alunecările de teren scoteau la iveală noi fosile.
Tatăl, Richard, îi lua adesea pe Mary și pe Joseph în expediții de căutat fosile pentru a câștiga bani pentru familie. Ei ofereau descoperirile lor spre vânzare turiștilor pe o masă de lângă casa lor. Erau vremuri grele pentru săracii din Anglia; Războaiele Revoluționare Franceze și Războaiele Napoleoniene ce au urmat au produs penurii de alimente. Prețul grâului aproape că s-a triplat între 1792 și 1812, dar salariile clasei muncitoare au rămas aproape neschimbate. În Dorset, prețul din ce în ce mai mare al pâinii a produs neliniști politice și chiar răscoale. La un moment dat, Richard Anning a fost implicat în organizarea unui protest împotriva lipsei de alimente.
În plus, statutul familiei de disidenți religioși—persoane care nu erau adepte ale Bisericii Anglicane—atrăgea alte discriminări. Disidenților nu li se permitea să studieze în universități sau să se înroleze în armată, și erau excluși prin lege din unele profesii. Tatăl ei suferea de tuberculoză și din cauza sechelelor rămase după o cădere de pe o stâncă. Când a murit, la 44 de ani, în noiembrie 1810, el a lăsat familia înglodată în datorii și fără vreo economie, ceea ce i-a obligat să ceară ajutoare sociale⁠(en)[traduceți].
Familia a continuat să strângă și să vândă fosile împreună, și a deschis o masă cu curiozități lângă stația de trăsuri de la un han local. Deși poveștile despre Anning tind să se concentreze doar pe succesele ei, Dennis Dean scrie că mama și fratele ei erau și ei adunători abili, și că părinții vânduseră fosile importante înainte de moartea tatălui.

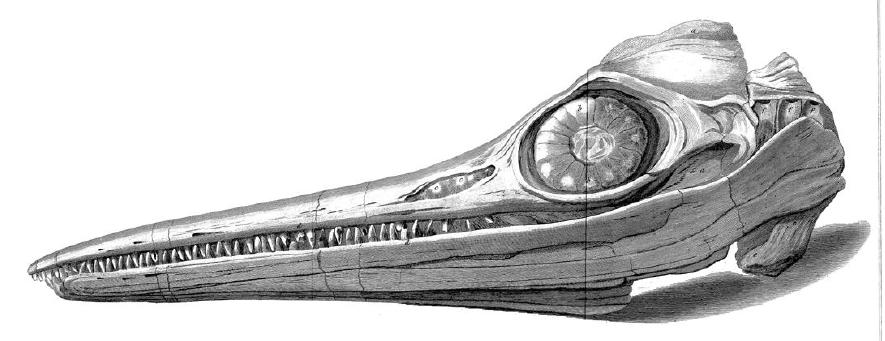
Desen dintr-o lucrare din 1814 a lui en, în care apare craniul de en găsit de Joseph Anning în 1811

Prima descoperire celebră a lor a avut loc în 1811, când Mary avea 12 ani; Joseph a dezgropat un craniu de 120 cm de ihtiozaur, și, după câteva luni, Mary a găsit restul scheletului. Henry Hoste Henley din Sandringham, Norfolk, care era lord of the manor⁠(en)[traduceți] în Colway, lângă Lyme Regis, a plătit familiei circa 23 de lire în schimbul lui, și l-a vândut la rândul său lui William Bullock⁠(en)[traduceți], un celebru colecționar, care l-a expus la Londra. Acolo, el a atras multă atenție, deoarece, într-o vreme când mulți oameni din Anglia încă mai credeau în relatarea biblică a creației lumii, care afirma că pământul are doar câteva mii de ani, a ridicat întrebări privind istoria vieții și a Pământului însuși. Scheletul a fost ulterior vândut în schimbul a 45 de lire și cinci șilingi la o licitație în mai 1819 drept „crocodil în stare fosilizată” lui Charles Konig⁠(en)[traduceți], de la British Museum, care deja propusese ca el să fie denumit Ichthyosaurus.
Mama lui Mary a gestionat afacerea cu fosile imediat după moartea lui Richard, dar nu este clar câte fosile a adunat ea. Chiar în 1821, ea a scris la British Museum pentru a cere să fie remunerată pentru specimen. Timpul lui Joseph era din ce în ce mai mult ocupat de ucenicia la un tapițer⁠(en)[traduceți], dar el a rămas activ și în afacerea cu fosile cel puțin până în 1825. În acel moment, Mary își asumase deja rolul conducător în afacerea familiei.

### Licitația lui Birch
Unul dintre cei mai fideli clienți ai familiei era locotenent-colonelul Thomas James Birch, ulterior Bosvile, un bogat colecționar din Lincolnshire, care a achiziționat de la ei mai multe specimene. În 1820, pe Birch l-a întristat mult sărăcia în care trăia familia. După ce un an de zile nu efectuaseră nicio descoperire importantă, erau în punctul de a-și vinde mobila pentru a plăti chiria. Astfel, el a hotărât să vândă la licitație fosilele achiziționate de la ei și să le dea banii obținuți. El a scris paleontologului Gideon Mantell la 5 martie în acel an, anunțându-l că vânzarea este „în folosul sărmanei femei și a fiului și fiicei ei din Lyme, care într-adevăr au găsit aproape toate lucrurile frumoase care au fost oferite cercetărilor științifice ... s-ar putea ca niciodată să nu mai dețin lucrurile de care sunt pe cale să mă despart, dar făcând asta voi avea satisfacția de a ști că banii vor fi bine folosiți.” Licitația s-a ținut la Bullocks în Londra la 15 mai 1820, și a strâns 400 de lire (echivalentul a peste 26.000 de lire în 2010). Nu se știe cât din această sumă a revenit familiei Anning, dar se pare că suma a pus familia pe niște baze financiare mai stabile și, cum au venit cumpărători de la Paris și de la Viena, evenimentul de trei zile a crescut notorietatea familiei în comunitatea geologilor.

### Prăvălia de fosile și expertiza crescândă într-o ocupație riscantă

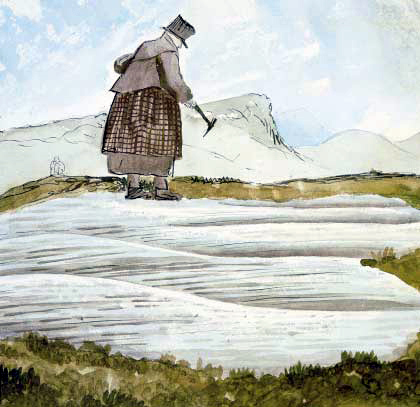
Schiță a lui Mary Anning la lucru, realizată de en

Anning a continuat să se întrețină vânzând fosile. Sortimentul său principal consta din fosile de nevertebrate, cum ar fi cochilii de amoniți și belemnite⁠(en)[traduceți], comune în zonă și vândute pe câțiva șilingi. Fosilele de vertebrate, cum ar fi scheletele de ihtiozauri, se vindeau pe mai mulți bani, dar erau mult mai rare. Adunarea lor era o muncă periculoasă pe timp de iarnă. În 1823, on articol din The Bristol Mirror scria despre ea:
„Această femeie perseverentă a mers zi de zi, ani de-a rândul, în căutarea de resturi fosile importante, la fiecare reflux, pe multe mile sub stâncile instabile de la Lyme, ale căror mase prăbușite îi sunt imediat obiect de lucru, căci ele singure conțin aceste valoroase relicve ale unei lumi apuse, care trebuie dibuite în momentul în care cad, cu riscul permanent de a fi zdrobită de fragmentele pe jumătate atârnânde rămase în urmă, altfel [fosilele] rămân să fie distruse de următorul flux: –activităților ei îi datorăm noi aproape toate specimenele bune de ihtiozauri ale marilor colecții ...”
Riscul meseriei sale a fost cel mai evident în octombrie 1833, când a scăpat cu viață dintr-o alunecare de teren care l-a îngropat de viu pe terrierul ei alb-negru, Tray, însoțitorul ei constant în expedițiile de strâns fosile. Ea îi scria unei prietene, Charlotte Murchison, în luna noiembrie a acelui an: „Poate vei râde când îți voi spune că moartea bătrânului și credinciosului meu câine m-a întristat mult, stânca ce a căzut peste el și l-a ucis într-o clipă în fața ochilor mei, și aproape de picioarele mele ... a fost doar o clipă între mine și aceeași soartă”.
Cum Anning a continuat să efecueze descoperiri importante, reputația ei a crescut. La 10 decembrie 1823, a găsit primul Plesiosaurus întreg, și în 1828, primul exemplar britanic de reptile zburătoare denumite pterozauri, denumit „dragon zburător” când a fost expus la British Museum, urmat de un schelet de pește Squaloraja⁠(en)[traduceți] în 1829. În ciuda educației sale limitate, ea citea orice lucrare științifică putea obține, dar și, adesea, articole copiate de mână împrumutate de la alții. Paleontologul Christopher McGowan a examinat o copie realizată de ea a unei lucrări din 1824 de William Conybeare⁠(en)[traduceți] despre fosilele de reptile marine și a observat că acea copie conține câteva pagini de ilustrații tehnice realizate de ea și pe care îi era greu să le deosebească de original. Ea a disecat și animale actaule, inclusiv pești și sepii pentru a înțelege mai bine anatomia unora dintre fosilele cu care lucra. Lady Harriet Silvester, văduva fostului arhivar al Londrei, a vizitat Lyme în 1824, și a descris-o pe Anning în jurnalul său:
„Lucrul extraordinar la această tânără este că s-a acomodat atât de bine cu știința, încât atunci când găsește un os, ea știe din cărei categorii aparține. Ea fixează oasele de un cadru cu ciment și apoi face desene și le gravează... Este desigur un minunat dar divin—ca această fată tânără și ignorantă să fie binecuvântată astfel, căci citind și exersând a ajuns la asemenea grad de cunoaștere încât poate să corespondeze și să vorbească cu profesori și cu alți oameni pricepuți în domeniu, și eu toți recunosc că ea înțelege mai multe din știință decât oricine din acest regat.”

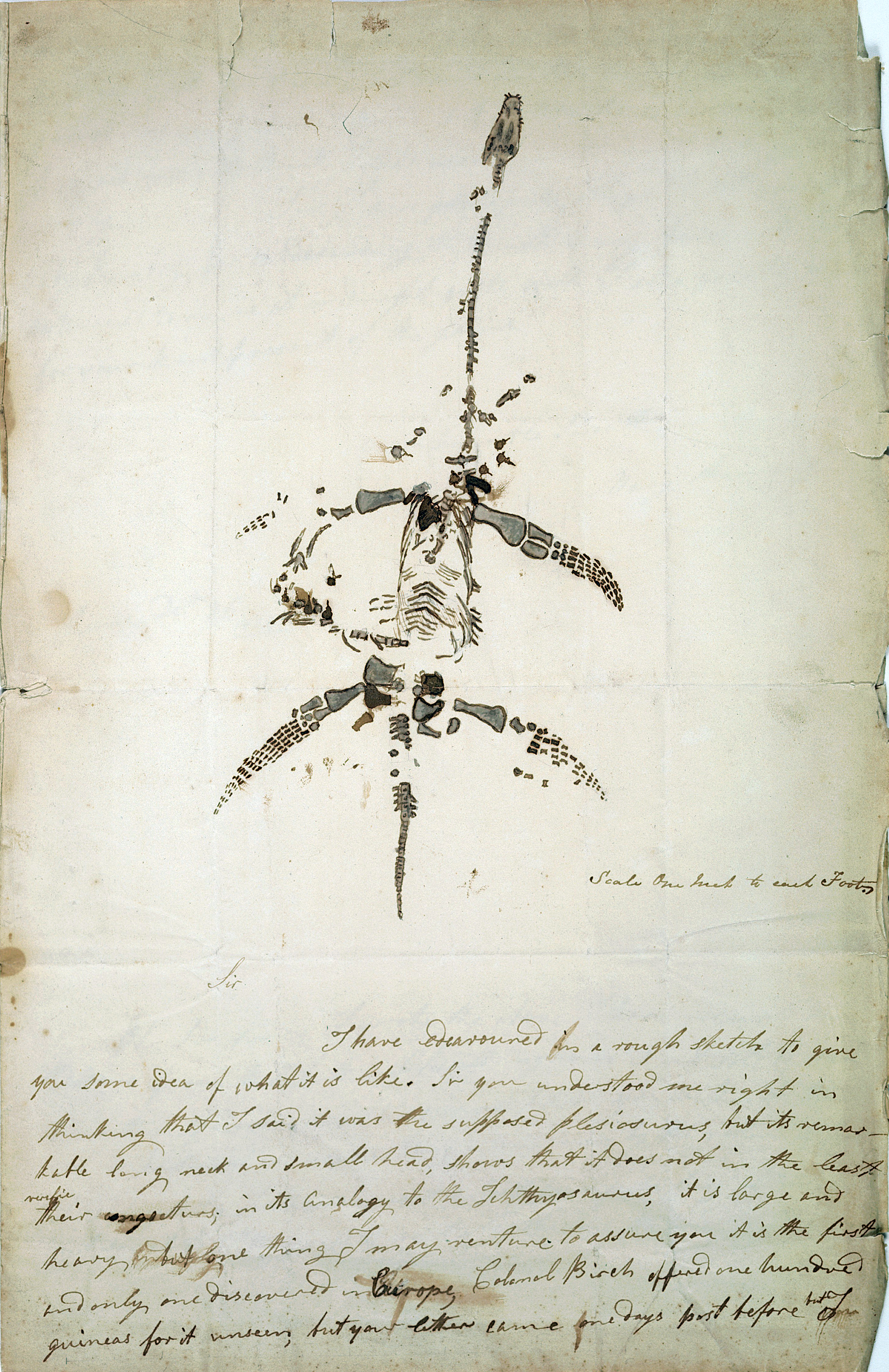
Scrisoarea și desenul lui Mary Anning prin care anunța descoperirea unui animal fosil denumit astăzi Plesiosaurus dolichodeirus, 26 decembrie 1823

În 1826, la 27 de ani, Anning a reușit să strângă destui bani pentru a-și cumpăra o casă cu vitrină pentru prăvălia ei, Anning's Fossil Depot. Afacerea devenise destul de importantă încât mutarea a fost relatată în ziarul local, care observa că în prăvălie este expus un frumos schelet de ihtiozaur. Numeroși geologi și colecționari de fosile din Europa și din America au vizitat-o pe Anning la Lyme, între care și geologul George William Featherstonhaugh⁠(en)[traduceți], care a spus despre Anning că este „o creatură tare ciudată și deșteaptă”. El a cumpărat de la ea fosile pentru recent înființatul liceu de istorie naturală din New York⁠(en)[traduceți] în 1827. Regele Frederic Augustus al II-lea al Saxoniei i-a vizitat prăvălia în 1844 și a acumpărat un schelet de ihtiozaur pentru vasta sa colecție de istorie naturală. Medicul și consilierul regelui, Carl Gustav Carus⁠(en)[traduceți], scria în jurnalu său:
„Coborâsem din trăsură și înaintam pe jos, când am ajuns în fața unei prăvălii în a cărei vitrină erau expuse cele mai remarcabile pietrificări și rămășițe fosile—capul unui Ichthyosaurus—frumoși amoniți etc. Am intrat și am găsit mica prăvălie și camera alăturată pline până la refuz de fosile găsite pe coastă ... Am găsit în magazin o bucată mare de lut negricios, în care era înfipt un Ichthyosaurus perfect de cel puțin șase picioare lungime. Acest specimen ar fi fost o frumoasă achiziției pentru multe din vitrinele de istorie naturală de pe Continent, și consider prețul cerut, de 15 lire sterline, a fi foarte moderat.”
Carus i-a cerut lui Anning să-și scrie numele și adresa în carnețelul lui pentru a putea fi contactată ulterior—ea l-a scris ca „Mary Annins”—și când i-a înmânat înapoi carnețelul, i-a spus: „sunt bine cunoscută în întreaga Europă”. Pe măsură ce timpul trecea, încrederea lui Anning în cunoștințele ei creștea, și în 1839 ea a scris la Magazine of Natural History⁠(en)[traduceți] să pună la îndoială o afirmație făcută într-un articol, că o fosilă recent descoperită de rechin preistoric Hybodus⁠(en)[traduceți] ar reprezenta un nou gen, ar fi de fapt o eroare, întrucât ea descoperise cu mulți ani în urmă existența rechinilor fosili atât cu dinți drepți, cât și cu dinți curbați. Extrasul din această scrisoare publicat de revistă a fost singura scriere a lui Anning publicată în literatura științifică în timpul vieții ei. Tot în timpul vieții ei, au mai fost tipărite, în alte publicații, și câteva scrisori personale, cum ar fi corespondența ei cu Frances Augusta Bell.

### Interacțiunile cu comunitatea științifică
Ca femeie din clasa muncitoare, Anning era o outsideră a comunității științifice. La acea vreme, în Regatul Unit femeile nu aveau drept de vot (și nici bărbații prea săraci pentru a îndeplini standardele de proprietate), drept de fi ales, sau de a merge la universitate. Nou-formata, dar din ce în ce mai influenta Societate Geologică din Londra nu permitea femeilor să devină membre, și nici măcar să participe la ședințe ca observatori. Singurele ocupații deschise în general femeilor din clasa muncitoare erau munca agricolă, munca casnică și munca în fabricile ce se deschideau.
Deși Anning știa mai multe despre fosile și geologie decât mulți dintre fosiliștii înstăriți care îi erau clienți, întotdeauna gentlemanii geologi erau cei care publicau descrierile științifice ale specimenelor găsite de ea, adesea neglijând să-i menționeze numele. Ea a început să se simtă ofensată din această cauză. Anna Pinney, o tânără care o însoțea uneori pe Anning când strângea fosile, scria: „Ea spune că lumea a folosit-o rău ... acești bărbați învățați i-au parazitat creierul, și au publicat multe lucrări, al căror conținut ea l-a furnizat, în timp ce ea nu a beneficiat de niciun avantaj”. Torrens scrie că această desconsiderare cu care era tratată Anning făceau parte dintr-un context mai larg de ignorare a contribuțiilor persoanelor din clasa muncitoare la literatura științifică a secolului al XIX-lea. Adesea, unele fosile erau găsite de muncitori în carierele de piatră, de constructori de clădiri sau de drumari care le vindeau unui colecționar bogat care ulterior era creditat dacă descoperirea prezenta vreun interes științific.
Pe lângă achiziția de specimene, mulți geologi o vizitau pentru a colecționa fosile sau pentru a discuta anatomie și clasificări. Henry De la Beche⁠(en)[traduceți] și Anning se împrieteniseră în adolescență, după ce primul s-a mutat la Lyme, și el, Mary, și uneori Joseph, fratele lui Mary, căutau împreună fosile. De la Beche și Anning au păstrat legătura și după ce el a devenit unul dintre cei mai de seamă geologi britanici. William Buckland, care ținea prelegeri de geologie la Universitatea din Oxford, adesea vizita Lyme-ul în vacanța de Crăciun și era adesea văzut în căutare de fosile cu Anning. Lui i-a făcut Anning ceea ce avea să se dovedească o importantă sugestie, aceea că ciudatele obiecte conice denumite „pietre bezoar”, erau de fapt fecale fosilizate de ihtiozaur sau plesiozaur. Buckland avea să numească aceste obiecte coprolite⁠(en)[traduceți]. On 1839, Buckland, Conybeare și Richard Owen au vizitat Lyme-ul împreună, pentru ca Anning să-i ducă pe toți într-o excursie de colectat fosile.
Ea l-a asistat și pe Thomas Hawkins⁠(en)[traduceți] în încercările sale de a colecta fosile de ihtiozaur în Lyme în anii 1830. Ea era conștientă de tendința sa de a „înflori” fosilele pe care le găsea, și scria despre Hawkins: „este așa un entuziast încât face lucrurile să pară așa cum și le închipuie el că ar trebui să fie; și nu așa cum se găsesc de fapt...”. După câțiva ani, a izbucnit un scandal public când s-a descoperit că Hawkins introdusese oase false pentru a face niște schelete de ihtiozaur să pară mai complete, după care le-a vândut guvernului pentru colecția British Museum fără ca evaluatorii să știe despre adăugiri.
Paleontologul elvețian Louis Agassiz a vizitat Lyme Regis în 1834 și a lucrat cu Anning pentru a obține și studia fosile de pești din regiune. A fost atât de impresionat de ea și de prietena ei Elizabeth Philpot⁠(en)[traduceți] încât a scris în jurnalul său: „Domnișoarele Philpot și Mary Anning au putut să-mi arate cu deplină siguranță care sunt înotătoarele dorsale ihtiodorulite de rechin care corespund diferitelor tipuri”. El le-a mulțumit ambelor pentru ajutorul pe care i l-au dat pentru cartea lui, Studii asupra peștilor folsili.
Un alt geolog britanic de seamă, Roderick Murchison, a efectuat unele din primele lui lucrări de teren în sud-vestul Angliei, inclusiv în Lyme, împreună cu soția sa, Charlotte. Murchison scria că ei au hotărât ca Charlotte să rămână în urmă în Lyme câteva săptămâni pentru a „deveni o bună fosilistă practică, lucrând cu cunoscuta Mary Anning din acel loc...". Charlotte și Anning au devenit prietene și corespondente pentru toată viața. Charlotte, care a călătorit mult și a cunoscut numeroși geologi importanți prin munca ei împreună cu soțul, a ajutat-o pe Anning să-și construiască o rețea de clienți în toată Europa, și Anning a locuit la familia Murchison când a vizitat Londra în 1829.
Gideon Mantell, descoperitorul dinozaurului Iguanodon, a vizitat-o și el la prăvălia ei.
Între corespondenții lui Anning se numărau și Charles Lyell, care i-a scris pentru a-i cere părerea despre cum afectează marea stâncile de pe coasta din jurul Lyme-ului, precum și Adam Sedgwick—unul dintre primii ei clienți—care preda geologia la Universitatea Cambridge și care l-a avut printre studenți pe Charles Darwin.

### Dificultățile financiare și schimbarea afilierii religioase

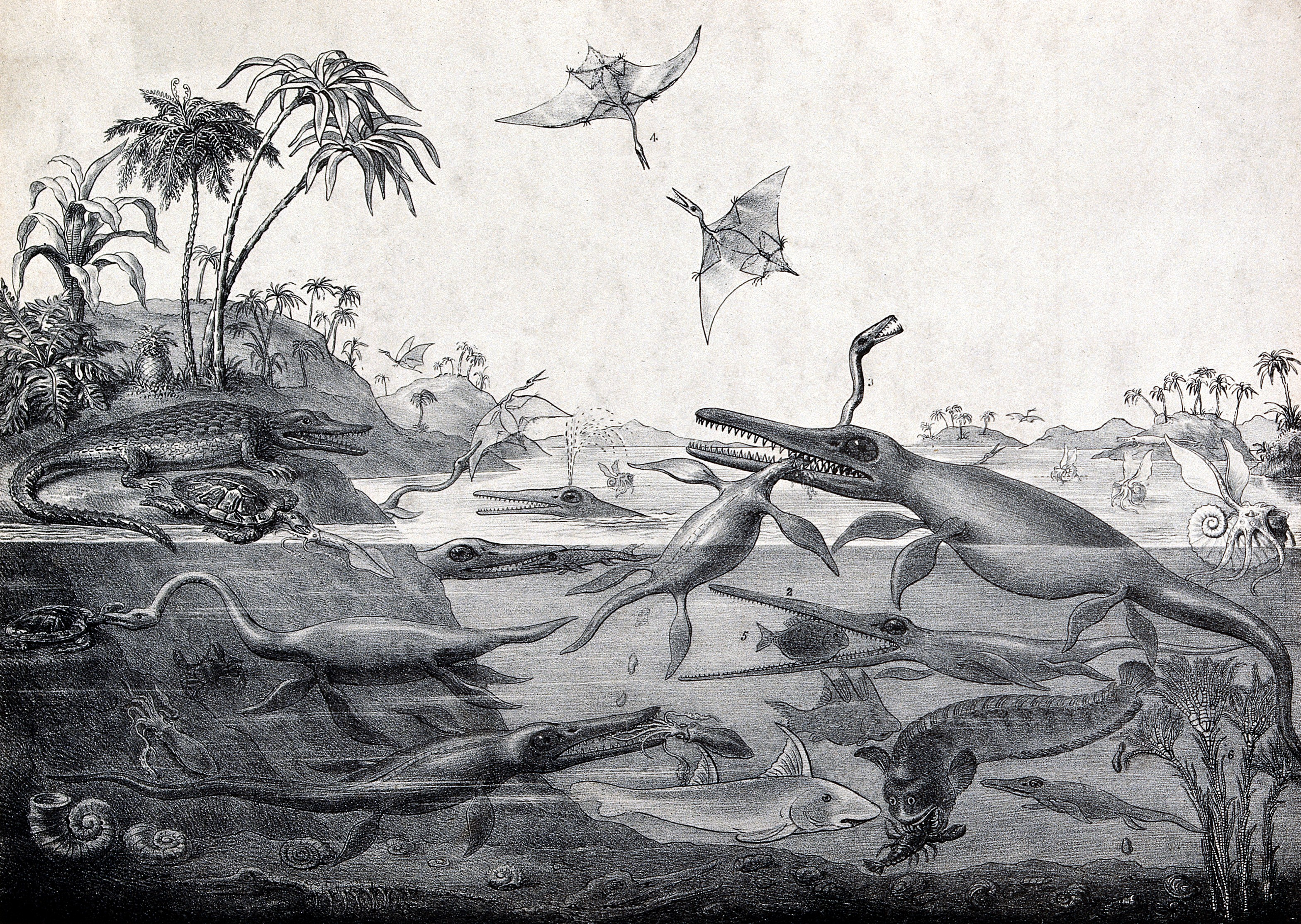
Litografie cu en, realizată de Scharf pe baza acuarelei originale a lui De la Beche

Până în 1830, din cauza stării dificile a economiei britanice și din cauza reducerii cererii de fosile, cuplată cu distanțele mari între descoperirile majore, Anning a început din nou să aibă probleme financiare. Prietenul ei, geologul Henry De la Beche a ajutat-o angajându-l pe Georg Scharf⁠(en)[traduceți] să facă o litografie pe baza picturii în acuarelă a lui De la Beche, Duria Antiquior⁠(en)[traduceți], care ilustra viața în Dorsetul preistoric și care se baza în mare parte pe fosilele găsite de Anning. De la Beche a vândut copii ale ilustrației geologilor și altor prieteni înstăriți și a donat banii obținuți lui Mary. A devenit prima astfel de scenă din timpurile vechi geologice care a circulat pe scară largă. În decembrie 1830, ea a făcut în sfârșit o altă descoperire majoră, un schelet al unui exemplar dintr-un nou tip de plesiozaur, pe care l-a vândut cu 200 de lire.
În această perioadă, a renunțat să mai meargă la biserica congregaționalistă, în care fusese botezată și în care ea și familia sa fuseseră întotdeauna membri activi, trecând la cea anglicană. Schimbarea a fost determinată parțial de declinul prezenței la slujbele congregaționaliste, început în 1828 când popularul său pastor, John Gleed, și el adunător de fosile, a plecat în Statele Unite pentru a duce o campanie împotriva sclaviei. El a fost înlocuit cu mai puțin agreabilul Ebenezer Smith. Respectabilitatea socială mai ridicată a bisericii anglicane, în cadrul căreia fuseseră hirotoniți câțiva dintre gentlemenii geologi clienți ai lui Anning, cum ar fi Buckland, Conybeare și Sedgwick, a fost și el un factor. Anning, care era foarte religioasă, a susținut activ noua biserică, la fel cum o susținuse și pe cea veche.
Ea a suferit o altă problemă financiară în 1835 când și-a pierdut mare parte din economii, circa 300 de lire, într-o investiție eșuată. Sursele diferă întrucâtva privind natura exactă a problemei. Deborah Cadbury⁠(en)[traduceți] spune că ar fi investit cu un escroc care a înșelat-o și a dispărut cu banii, dar Shelley Emling scrie că nu este clar dacă omul a fugit cu banii sau a murit subit lăsând-o pe Anning fără vreun mijloc de a-și recupera investiția. Îngrijorat de situația ei financiară, vechiul ei prieten William Buckland a convins Asociația Britanică pentru Promovarea Științei⁠(en)[traduceți] și guvernul britanic să-i acorde o rentă viageră⁠(en)[traduceți], denumită „civil list pension”, ca răsplată pentru numeroasele ei contribuții la știința geologiei. Pensia anuală de 25 de lire i-a conferit o oarecare siguranță financiară.

### Boala și moartea

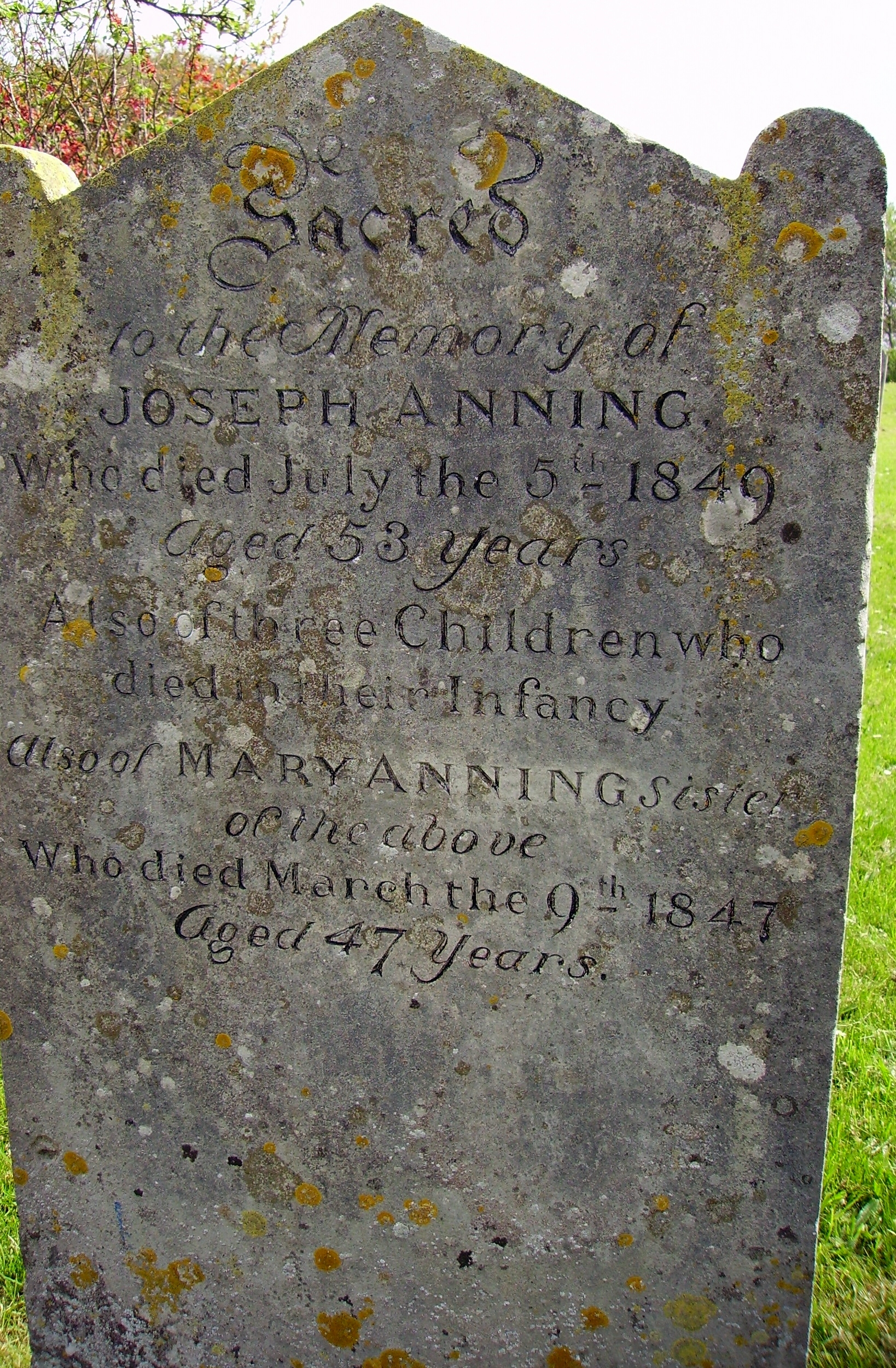
Mormântul lui Mary Anning și al fratelui ei Joseph din cimitirul St. Michael

Anning a murit de cancer la sân la 47 de ani, în 9 martie 1847. Munca ei a scăzut în randament spre sfârșitul vieții din cauza bolii, iar unii dintre consăteni au interpretat greșit efectele dozelor din ce în ce mai mari de laudanum pe care le lua pentru durere, încât au apărut în Lyme bârfe cum că ar avea probleme cu băutura. Respectul de care se bucura în rândul comunității geologilor s-a făcut văzut în 1846 când, aflând de diagnosticul de cancer, Societatea Geologică a strâns bani de la membrii ei pentru a o ajuta cu cheltuielile, iar consiliul nou-înființatului Muzeu al Comitatului Dorset⁠(en)[traduceți] a făcut-o membră onorifică. A fost înmormântată la 15 martie în cimitirul St. Michael din Lyme Regis. Membrii Societății Geologice au contribuit și pentru un vitraliu în onoarea ei, dezvelit în 1850. El prezintă cele șase fapte de milostenie trupească⁠(en)[traduceți]—hrănirea celor flămânzi, darea de băut celor însetați, îmbrăcarea celor goi, adăpostirea celor fără casă, vizitarea celor închiși sau bolnavi, și inscripția spune: „Acest vitraliu este sfințit în aminterea lui Mary Anning din această parohie, care a murit la 9 martie AD 1847 și a fost ridicată de vicar și de membri ai Societății Geologice din Londra în amintirea contribuției ei la înaintarea științei geologiei și în amintirea bunătății ei sufletești și integrității din viață”.

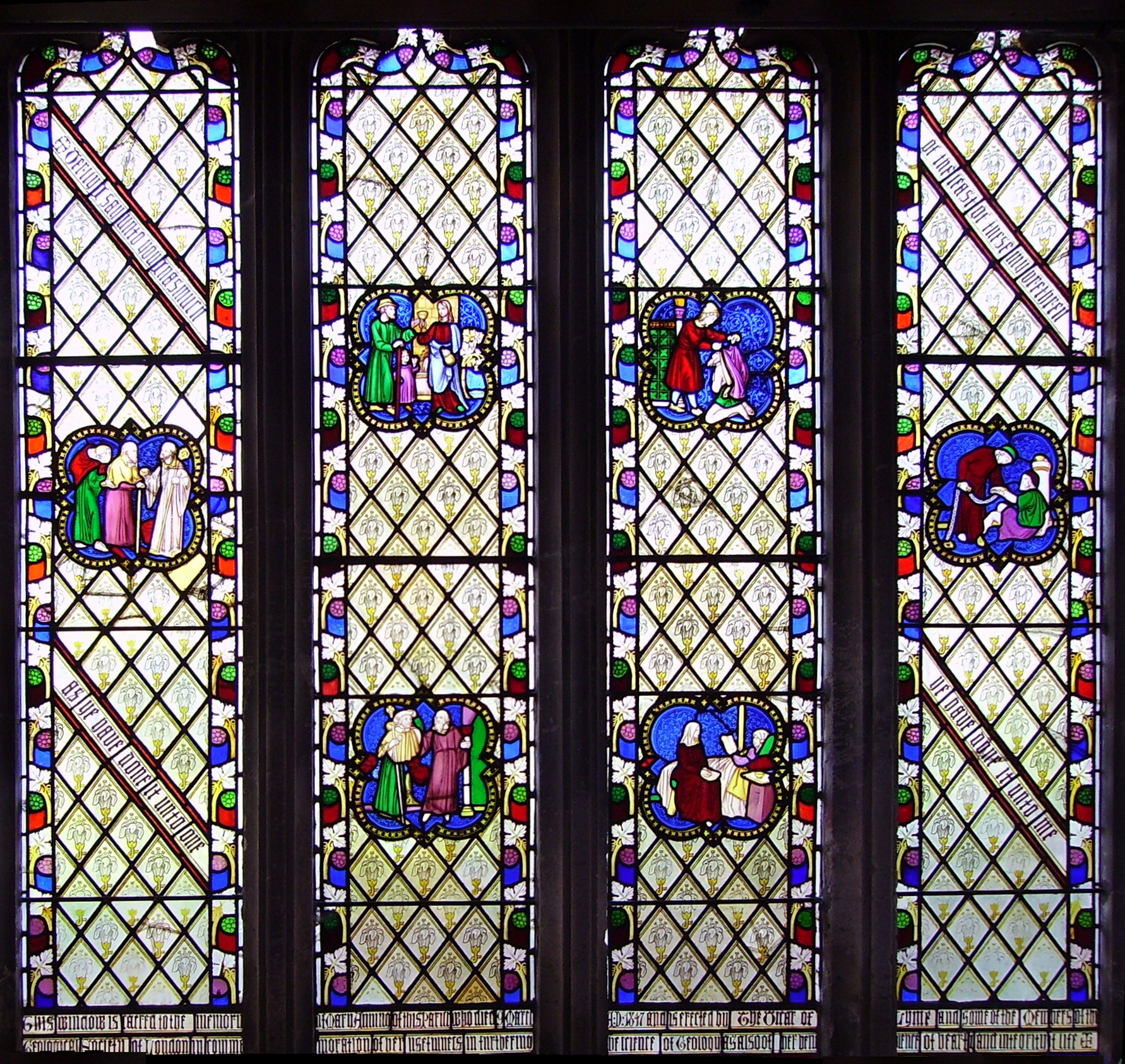
Vitraliul lui Mary Anning la biserica St. Michael

După moartea ei, Henry De la Beche, președintele Societății Geologice, a scris un panegiric pe care l-a citit la o ședință a societății și pe care l-a publicat în revista trimestrială a organizației, primul astfel de panegiric dedicat unei femei. Aceste onoruri erau în mod normal acordate doar membrilor societății, care nu a admis femei decât începând cu 1904. Textul începea astfel:
„Nu pot închide acest anunț al membrilor noștri care au murit fără a anunța moartea cuiva care, deși nu făcea parte nici din cele mai ușoare clase ale societății, ci care a trebuit să-și dobândească pâinea de zi cu zi prin munca brațelor sale, și totuși a contribuit cu mult prin propriul său talent și prin neobositele căutări la cunoașterea de către noi a Enalio-Saurienilor⁠(en)[traduceți], și a altor forme de viață organică îngropate în apropiere de Lyme Regis ..."
Charles Dickens a scris și el un articol despre viața ei în februarie 1865 în revista sa literară All the Year Round⁠(en)[traduceți] în care a pus accent pe dificultățile pe care le-a depășit ea, în special pe scepticismul consătenilor ei. El și-a sfârșit articolul scriind: „fata de tâmplar și-a făcut un renume, și și l-a meritat”.

## Principalele descoperiri

### Ihtiozauri

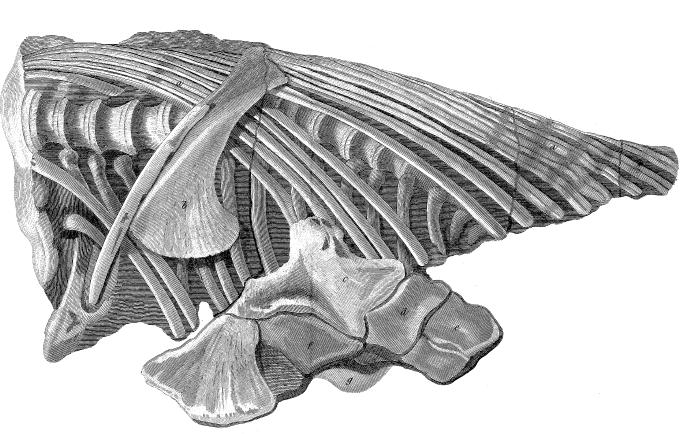
Desen cu o parte din scheletul de Temnodontosaurus platyodon, primul ihthiozaur găsit de Anning – din lucrarea lui Everard Home din 1814

Prima celebră descoperire a lui Anning a fost realizată la scurt timp după moartea tatălui ei. În 1811 (unele surse spun 1810 sau 1809), fratele ei Joseph a găsit un craniu de 1,2 m, dar nu a găsit și restul din animal. După ce Joseph i-a spus să caute între stâncile de la Lyme Regis și Charmouth, Mary a găsit scheletul—17 picioare lungime (circa 5,2 m—după câteva luni. Familia a angajat muncitori să-l dezgroape în luna noiembrie, eveniment relatat la 9 noiembrie de presa locală, care a identificat fosila ca fiind un crocodil.
În trecut, la Lyme, dar și în alte părți, mai fuseseră găsite și alte resturi de ihtiozaur, dar specimenul găsit de familia Anning a fost primul care a atras atenția cercurilor științifice din Londra. El a fost achiziționat de un lord local, care l-a dat mai departe lui William Bullock⁠(en)[traduceți] pentru a fi expus public la Londra unde a produs senzație. Într-o vreme când majoritatea britanicilor încă mai credeau într-o interpretare literală a Genezei, cum că Pământul ar avea doar câteva mii de ani și că speciile nu evoluau și nu dispăreau, descoperirea a ridicat întrebări în cercurile științifice și religioase despre ce dezvăluie noua știință a geologiei despre viața veche și despre istoria Pământului. Notorietatea sa a crescut când Sir Everard Home⁠(en)[traduceți] a scris o serie de șase articole, începând cu 1814, în care l-a descris pentru Royal Society. Articolele nu menționau cine a găsit fosila, și în primul a pus eronat curățarea și pregătirea fosilei, efecutate de Anning, pe seama personalului de la muzeul lui Bullock. Uimit de creatura găsită, Home s-a tot răzgândit despre clasificarea ei, întâi crezând că e un fel de pește, apoi că ar putea avea un fel de afinitate cu ornitorincul (animal recent descoperit pe atunci); în cele din urmă, în 1819, el a concluzionat că trebuie să fie un fel de formă intermediară între salamandre și șopârle, ceea ce l-a făcut să propună denumirea de „Proteo-Saurus”. Până atunci, Charles Konig, curator-asistent la British Museum, deja avansase denumirea de Ichthyosaurus (pește-șopârlă) pentru specimen și acel nume a rămas. Konig a achiziționat scheletul pentru muzeu în 1819. Craniul specimenului încă se mai află în posesia Muzeului de Istorie Naturală din Londra (căruia i-a fost transferate colecțiile de fosile ale British Museum ulterior în acel secol), dar la un moment dat, a fost separat de restul scheletului, a cărui localizare nu mai este cunoscută.
Anning a mai găsit și alte fosile de ihtiozaur între 1815 și 1819, inclusiv schelete aproape complete de diferite mărimi. În 1821, William Conybeare⁠(en)[traduceți] și Henry De la Beche, ambii membri ai Societății Geologice din Londra, au scris împreună un articol ce analiza în detaliu specimenele găsite de Anning și de alții. Ei au concluzionat că ihtiozaurii sunt un tip necunoscut până atunci de reptile marine și, pe baza diferențelor în structura dinților, au tras concluzia că existaseră cel puțin trei specii. Tot în 1821, Anning a găsit scheletul de 6 m după care avea să fie denumită specia Ichthyosaurus platydon (astăzi, Temnodontosaurus platyodon⁠(en)[traduceți]). În anii 1980, s-a determinat că primul specimen de ihtiozaur găsit de Joseph și de Mary Anning era și el membru al speciei Temnodontosaurus platyodon.

### Plesiosaurus

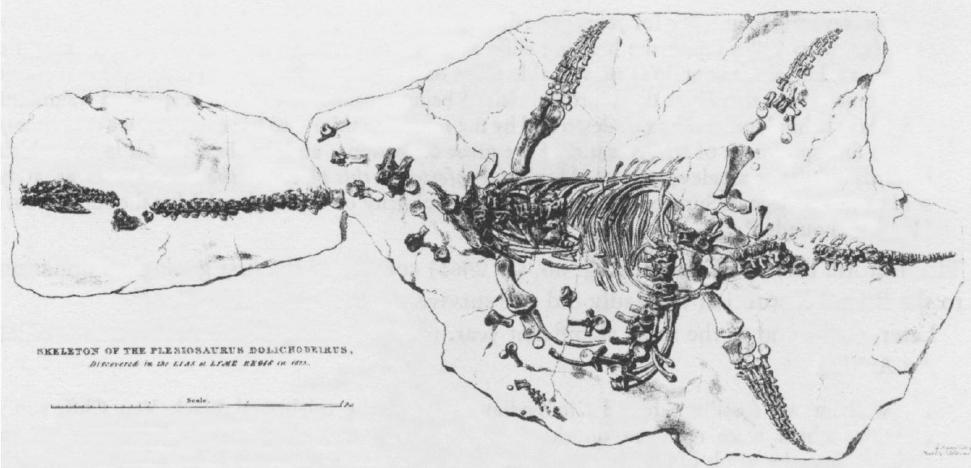
Desen publicat în Transactions of the Geological Society cu scheletul aproape complet de Plesiosaurus dolichodeirus găsit de Anning în 1823

Următoarea descoperire majoră a ei a fost un schelet parțial al unui nou tip de reptilă marină, găsit în iarna 1820–1821, primul de acel gen găsit în lume. William Conybeare⁠(en)[traduceți] l-a botezat Plesiosaurus (aproape șopârlă) deoarece credea că se apropie mai mult de șopârlele actuale decât ihtiozaurul, și l-a descris în același articol din 1821 scris împreună cu Henry De la Beche despre anatomia ihtiozaurilor. Articolul mulțumea celui care a cumpărat scheletul de la Anning pentru că i-a permis lui Conybeare accesul la el, dar nu o menționează pe cea care l-a descoperit și pregătit.
Fosila a fost ulterior descrisă ca Plesiosaurus dolichodeirus și este specimenul specimenul-tip (holotipul⁠(en)[traduceți]) speciei, care ea însăși este specia-tip a genului.
În 1823, ea a descoperit un al doilea schelet de plesiozaur, și mai complet (primului îi lipsea craniul). Când Conybeare și-a prezentat analiza anatomiei plesiozaurului la o ședință a Societății de Geologie în 1824, din nou nu a menționat numele lui Anning, deși ea colectase ambele schelete și făcuse o schiță a celui de al doilea schelet, pe care a folosit-o Conybeare la prezentare. Prezentarea a avut loc la aceeași ședință la care William Buckland a descris dinozaurul Megalosaurus și combinația a produs senzație în cercurile științifice.
Prezentarea lui Conybeare a venit după rezolvarea unei controverse privind legitimitatea uneia dintre fosile. Faptul că gâtul lung al plesiozaurului avea un nuăr fără precedent de 35 de vertebre a ridicat suspiciunile eminentului anatomist francez Georges Cuvier când a revizuit desenele lui Anning ale celui de al doilea schelet, și el i-a scris lui Conybeare sugerându-i posibilitatea ca descoperirea să fie un false produs prin combinarea unor oase fosile de la mai multe feluri de animale. Fraudele erau departe de a fi necunoscute în rândurile colecționarilor de fosile de la începutul secolului al XIX-lea, și dacă controversa nu s-ar fi rezolvat cu promptitudine, acuzațiile ar fi putut să dăuneze grav capacității lui Anning de a vinde fosile altor geologi. Acuzațiile lui Cuvier au dus la convocarea unei ședințe speciale a Societății de Geologie la începutul lui 1824, care, după mai multe dezbateri, a concluzionat că scheletul este legitim. Cuvier a recunoscut ulterior că se grăbise și că se înșelase.
Anning a mai descoperit un schelet important și aproape complet de plesiozaur în 1830. El a fost denumit Plesiosaurus macrocephalus de către William Buckland și a  fost descris într-un articol din 1840 de Richard Owen. Încă o dată Owen l-a amintit pe gentlemanul bogat care achiziționase fosila și care i-o pusese la dispoziție pentru examinare, dar nu și pe femeia care o descoperise și o pregătise.

### Pești fosili și pterozauri

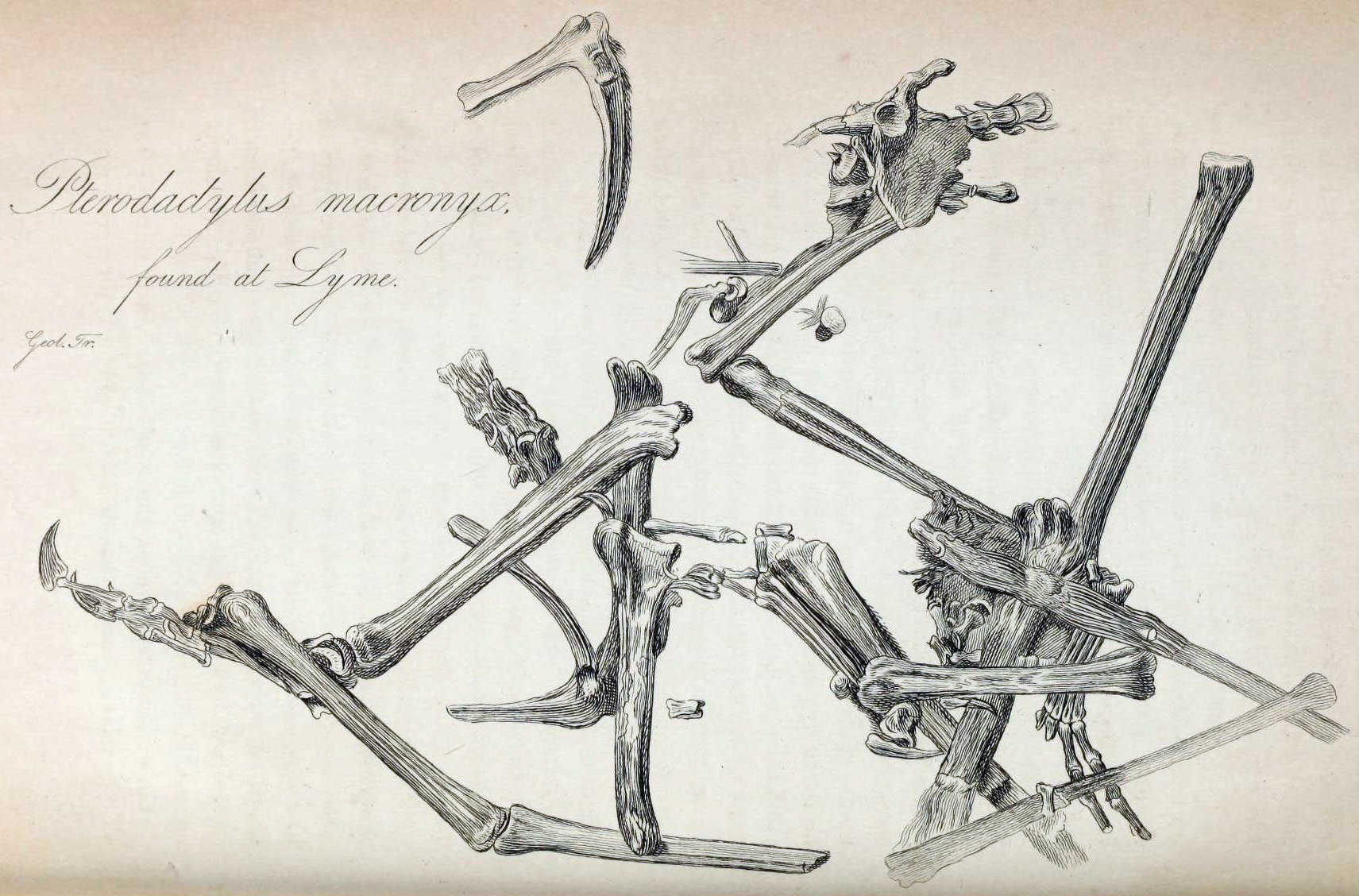
Specimenul holotip de Dimorphodon macronyx găsit de Mary Anning în 1828

Anning a găsit ceea ce un articol contemporan de presă a denumit un „specimen fără rival” de Dapedium politum⁠(en)[traduceți]. Acesta era un pește cu înotătoare ca de calcan, care avea să fie descris în 1828. În decembrie același an, ea a făcut o nouă descoperire importantă constând dintr-un schelet parțial de pterozaur. În 1829, William Buckland l-a denumit Pterodactylus macronyx (și ulterior Richard Owen l-a numit Dimorphodon macronyx), și, spre deosebier de alte ocazii, în articolul său, Buckland i-a dat credit lui Anning pentru descoperire.
A fost primul schelet de pterozaur găsit în afara Germaniei, și a produs senzație publică atunci când a fost expus la British Museum. În decembrie 1829, ea a găsit un pește fosil, Squaloraja⁠(en)[traduceți], care a atras atenția deoarece avea caracteristici intermediare între rechini și calcani.

### Nevertebrate și fosile parțiale
Descoperirile de fosile vertebrate, mai ales de reptile marine, i-au creat reputația lui Anning, dar ea a adus și numeroase alte contribuții la paleontologia timpurie. În 1826 ea a descoperit ceea ce părea a fi o cameră conținând cerneală uscată în interiorul unei fosile de belemnită⁠(en)[traduceți]. I-a arătat-o prietenei sale, Elizabeth Philpot, care a putut să redizolve cerneala și s-o folosească pentru a ilustra o parte din propriile ei fosile de ihtiozaur. Curând, și alți artiști locali făceau același lucru, întrucât se descopereau mult mai multe camere de cerneală fosilizată. Anning a observat cât de mult se aseamănă camerele fosilizate cu sacii de cerneală al caracatițelor și sepiilor actuale, pe care le-a disecat pentru a înțelege anatomia cefalopodelor fosile, iar aceasta l-a făcut pe William Buckland să publice concluzia că belemnitele jurasice utilizau cerneala pentru apărare la fel ca numeroase cefalopode moderne. Tot Anning a observat și că fosilele cu forme ciudate denumite pe atunci „pietre bezoar” se găseau adesea în regiunea abdominală a scheletelor de ihtiozaur. Ea a observat că dacă se sparg astfel de pietre, se observă că în interior ele conțin adesea solzi și oase fosilizate de pește, și uneori oasele unor ihtiozauri mici. Anning bănuia că pietrele sunt fecale fosilizate și i-a sugerat aceasta lui Buckland în 1824. După alte cercetări și comparații cu fosile similare găsite în alte locuri, Buckland a publicat această concluzie în 1829 și le-a botezat coprolite⁠(en)[traduceți]. Spre deosebire de descoperirea scheletelor de plesiozaur de după câțiva ani, pentru care nu a fost creditată, Buckland a menționat-o pe Anning pe nume și i-a lăudat priceperea și hărnicia de care a dat dovadă la rezolvarea misterului, atunci când și-a prezentat descoperirile privind coprolitele în fața Societății Geologice.

## Impactul și amintirea

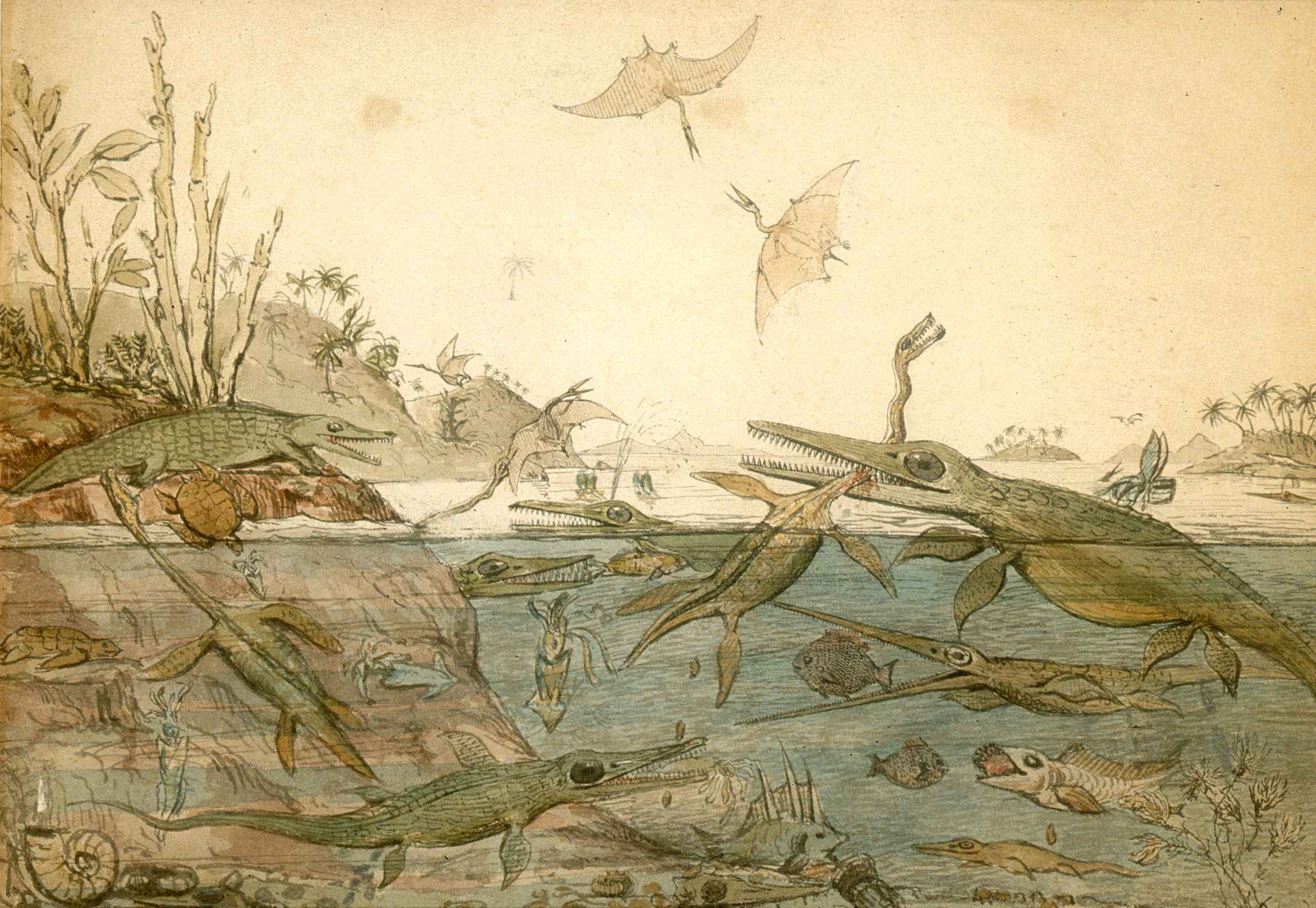
Geologul en a pictat influenta acuarelă en în 1830 în special pe baza fosilelor găsite de Anning.

Descoperirile lui Anning au devenit dovezi importante ale extincției. Georges Cuvier susținuse realitatea extincției la sfârșitul anilor 1790 pe baza analizei fosilelor mamiferelor cum ar fi mamuții. Cu toate acestea, până la începutul anilor 1820, numeroși oameni cu bună pregătire științifică încă mai credeau că, așa cum nu apar specii noi, nici nu dispăreau specii existente—în parte deoarece simțeau că extincția ar implica faptul că creația lui Dumnezeu nu este perfectă; orice ciudățenie găsită era explicată ca aparținând unor animale deja existente undeva într-o regiune neexplorată a Pământului. Natura bizară a fosilelor găsite de Anning, dintre care unele, cum ar fi plesiozaurul, erau atât de diferite de orice creatură cunoscută, au dat o grea lovitură acestei idei.
Ihtiozaurii, plesiozaurii și pterozaurii găsiți de ea, împreună cu primele fosile de dinozaur descoperite de Gideon Mantell și de William Buckland în aceeași perioadă, au arătat că în timpul erelor anterioare, Pământul era locuit de creaturi foarte diferite de cele de astăzi, și a furnizat o susținere importantă pentru o altă propunere controversată a lui Cuvier: că a existat o „epocă a reptilelor” în care reptilele și nu mamiferele erau forma dominantă de viață animală. Expresia a devenit populară după publicarea în 1831 a unui articol de Mantell intitulat „Epoca Reptilelor” și care sumariza dovezile că a existat o eră geologică extinsă în care reptilele uriașe stăpâneau uscatul, aerul și marea. Aceste descoperiri au jucat un rol-cheie și în dezvoltarea unei noi discipline de analiză geoistorică în cadrul geologiei din anii 1820, care căuta să înțeleagă istoria Pământului folosindu-se de dovezile fosile și să reconstruiască organisme dispărute și mediul în care au trăit ele. Această disciplină avea să fie denumită paleontologie. Ilustrarea scenelor din „vechi ere geologice” (astăzi denumite paleoartă⁠(en)[traduceți]), cum ar fi pictura lui Henry De la Beche Duria Antiquior, a contribuit la convingerea oamenilor că este posibil să se înțeleagă viața dintr-un trecut îndepărtat. De la Beche fusese inspirat să creeze pictura sa de o descriere plină de viață a lanțului trofic  al jurasicului inferior de William Buckland bazată pe analiza coprolitelor. Studiul coprolitelor, inițiat de Anning și Buckland, avea să se dovedească o unealtă valoroasă pentru înțelegerea vechilor ecosisteme.
De-a lungul secolului al XX-lea, începând cu H.A. Forde și cu The Heroine of Lyme Regis: The Story of Mary Anning the Celebrated Geologist (1925), mai mulți scriitori s-au inspirat din viața lui Anning. Ea a stat chiar la baza frânturii de limbă a lui Terry Sullivan din 1908, „She sells seashells”, conform lui P.J. McCartney în Henry de la Beche (1978):
„She sells seashells on the seashore

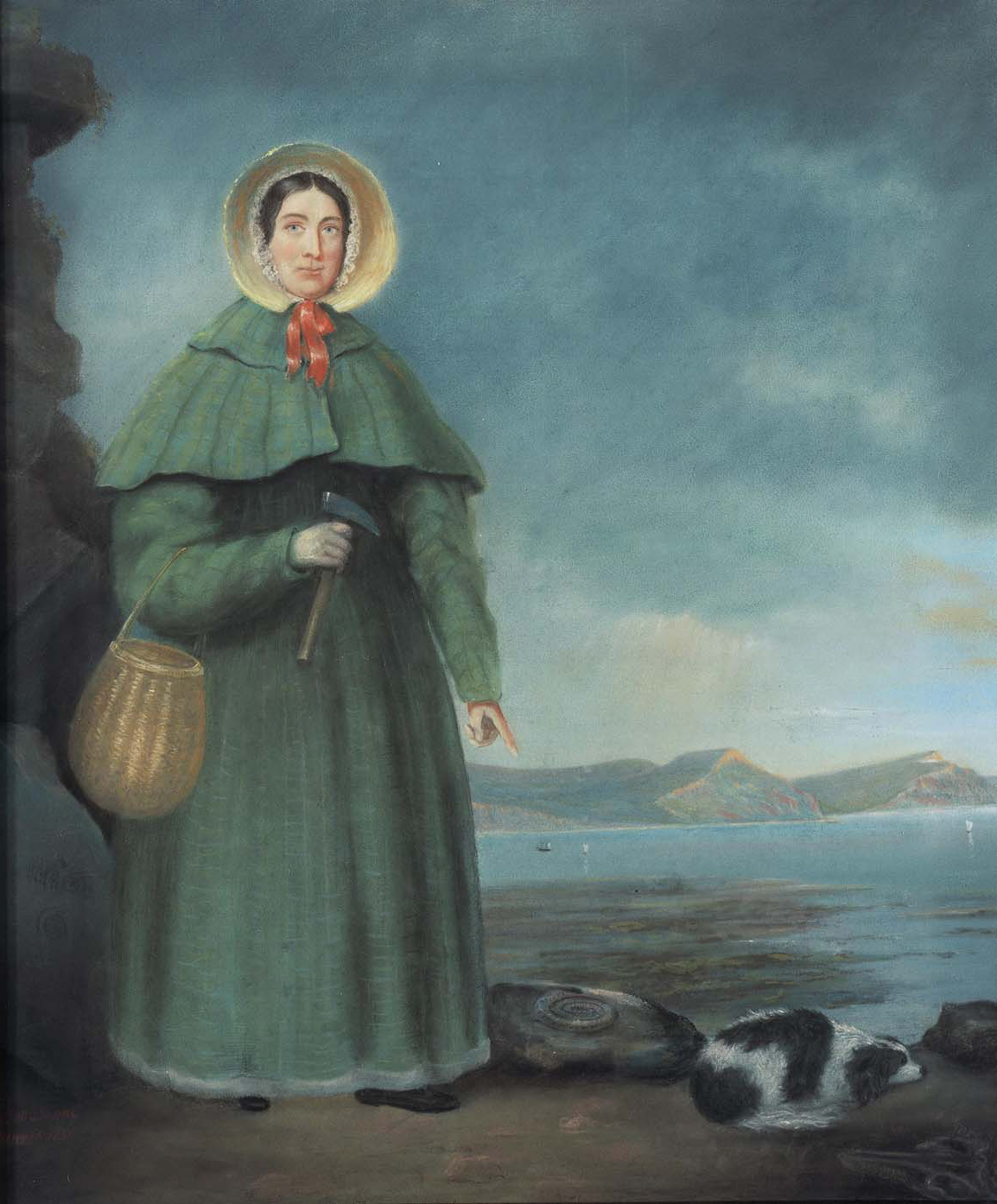
Pictură postumă a lui Anning realizată de B. J. Donne în 1847, pe baza portretului din 1842 din antetul acestui articol

The shells she sells are seashells, I'm sure

So if she sells seashells on the seashore

Then I'm sure she sells seashore shells.”
Mare parte din materialul scris despre ea este adresat copiilor, și tinde să se concentreze pe copilăria ei și pe începuturile carierei. Mare parte din el este plin de înflorituri și nu este întotdeauna exact din punct de vedere istoric. S-a făcut referire la ea în mai multe romane istorice, cel mai notabil în Soția locotenentului francez⁠(en)[traduceți] (1969) de John Fowles, care critica faptul că niciun om de știința britanic nu a denumit vreo specie după ea cât a fost ea în viață. Ca biograf al ei, Shelley Emling, nota că aceasta era în contrast cu unii dintre cei mai proeminenți geologi care s-au folosit de descoperirile ei, cum ar fi Buckland și Roderick Murchison, care au multiple specii fosile denumite după ei. Singura persoană care a dat numele unei specii după ea în timpul vieții ei a fost naturalistul elvețiano-american Louis Agassiz. La începutul anilor 1840, el a botezat două specii de pește fosil după ea—Acrodus anningiae⁠(en)[traduceți], și Belenostomus anningiae—și o alta după prietena ei Elizabeth Philpot⁠(en)[traduceți]. Agassiz a fost recunoscător pentru ajutorul primit de la cele două femei la examinarea specimenelor de pește fosil în timpul vizitei lui la Lyme Regis în 1834. După moartea ei, alte specii, inclusiv ostracodul Cytherelloidea anningi, și două genuri, genul de reptile therapside⁠(en)[traduceți] Anningia, și genul de moluște bivalve Anningella, au fost numite după ea.
În 1999, la 200 de ani de la nașterea ei, s-a ținut la Lyme Regis o întâlnire internațională de istorici, paleontologi, colecționari de fosile și alte persoane interesate în viața lui Mary Anning. În 2005, Muzeul de Istorie Naturală a adăugat-o, alături de alți oameni de știință cum ar fi Carl Linnaeus, Dorothea Bate⁠(en)[traduceți] și William Smith, ca unul dintre personajele care patrulează vitrinele. În 2009 Tracy Chevalier⁠(en)[traduceți] a scris un roman istoric intitulat Creaturi remarcabile, în care personajele principale sunt Anning și Elizabeth Philpot, și un alt roman istoric despre Anning, Curiosity de Joan Thomas, a fost publicat în martie 2010. În aceeași lună, ca parte din cea de a 350-a sa aniversare, Royal Society a invitat un grup de experți să producă o listă de zece femei britanice care au influențat cel mai mult istoria științei, și Anning a fost inclusă.
La 21 mai 2014, în multe țări motorul de căutare Google a prezentat-o pe Mary Anning printr-un doodle, la 215 ani de la nașterea ei.